# Yves Guérin-Sérac
Yves Guérin-Sérac (eigentlicher Name Yves Guillou alias Jean-Robert de Guernadec alias Ralf) (geboren 2. Dezember 1926 in Ploubezre; gestorben 9. März 2022 in Le Revest-les-Eaux) war ein französischer rechtsterroristischer Aktivist. Er war Veteran der ersten Indochinakrieges (1945–1954), des Koreakriegs (1950–1953) und des Algerienkrieges (1955–1962).
Er war Mitglied des 11e régiment parachutiste de choc und eines der Gründungsmitglieder der Terrororganisation Organisation armée secrète (OAS).

## Iberische Halbinsel
Im Juni 1962 war der Kampf der französischen Nationalisten um Algerien verloren. Im März 1962 waren die Verträge von Évian unterzeichnet worden. Der spanische faschistische Diktator Franco engagierte Yves Guérin-Sérac, um gegen die spanische Opposition vorzugehen. Er wurde auch tätig für die portugiesische Diktatur unter Salazar.
Serac sah in dieser faschistischen Diktatur eine letzte Bastion gegen Kommunismus und Atheismus:

„Die anderen haben ihre Waffen niedergelegt, aber nicht ich. Nach dem OAS bin ich nach Portugal geflüchtet, um den Kampf fortzusetzen und ihn auf seine richtigen Dimensionen auszudehnen – das heißt eine globale Dimension“

Guérin-Sérac traf Petainist Jacques Ploncard d’Assac in Portugal, der ihn mit der portugiesischen Geheimpolizei in Kontakt brachte, der PIDE. Guérin-Sérac wurde Ausbilder der Legião Portuguesa und der Antiguerrilla-Einheit der portugiesischen Armee.
Dem Untersuchungsrichter Guido Salvini, der den Bombenanschlag auf der Piazza Fontana untersuchte, zufolge, stand Guido Giannettini in Kontakt mit Yves Guérin-Sérac in Portugal seit 1964.

## Aginter Press
Er gründete Aginter Press im Jahre 1965. Aginter Press war eine antikommunistische Geheimarmee, die von der PIDE und der CIA (Central Intelligence Agency) unterstützt wurde. Aginter Press organisierte Trainingslager, in denen Söldner im Durchführen von Terroranschlägen und verdeckter Kriegsführung ausgebildet wurden. Weitere Trainingsinhalte waren geheime Kommunikationen, Durchführen von Attentaten und Kolonialkrieg. Der italienische Neofaschist Stefano Delle Chiaie war einer der Mitgründer von Aginter Press.

„Während dieser Periode, wie Guérin-Sérac später offenbart hat, haben wir systematisch enge Kontakte mit Gleichgesinnten aufgestellt, die in Italien, Belgien, Deutschland, Spanien und Portugal auftauchten, um den Kern einer wahrhaft westlichen Liga des Kampfes gegen den Marxismus zu bilden.“

Am 31. Januar 1968 traf Guérin-Sérac Pino Rauti, Leiter der Ordine Nuovo (später würde er der italienischen, neofaschistischen Bewegung Movimento Sociale Italiano (MSI) beitreten).
In den 1970er stand er mit Leo Negrelli in Kontakt, einem früheren Presseattaché in der Italienischen Sozialrepublik.